# 커즌선
커즌선(Curzon Line)은 제1차 세계 대전에서 연합군 최고 위원회가 설정한 폴란드 제2공화국과 러시아 SFSR 간의 휴전선이며, 차후 국경선이 될 예정인 선이었다. 제1차 세계 대전은 러시아 제국에서 일어난 러시아 혁명의 도화선이 되었고, 러시아 내전은 제국을 붕괴시켰다. 폴란드를 포함한 일부 국가들은 이 시기에 독립을 선언하였다. 폴란드군과 볼셰비키 적군(赤軍)이 벨라루스에서 마주쳤을 때 분쟁이 발생하였다.
연합군 최고 위원회는 폴란드의 동부 국경을 추천하는 작업을 시작하였다. 연합군은 휴전선을 주변으로 국경선을 설정하였으며, 영국 외무부 장관 조지 커즌이 소련에 보낸 메모를 현재 커즌선의 기원으로 한다. 양쪽에서 국경을 정할 때 서로의 입장을 고집하였으며, 1921년 폴란드-소련 국경을 정할 때 큰 역할을 하지 못했다. 이후 리가 조약에서 폴란드령으로 평균적으로 커즌선 250km 동쪽까지 135,000 km2의 영토가 할양되었다.
사소한 변화를 제외하면 커즌선은 1797년 제3차 폴란드 분할 이후 영국에서 마지막으로 인정한 프로이센 왕국과 러시아 제국 사이의 국경과 일치한다. 이 선 서쪽으로는 폴란드계가 다수이며, 동쪽으로는 우크라이나인, 벨라루스인, 폴란드인, 유대인, 리투아니아인이 섞여 있었다. 1920년 커즌선이 리투아니아로 확장되면서 폴란드와 리투아니아 사이 영토를 확정하였다. 커즌선의 남부는 A와 B 두 종류가 있었으며, B 안에서는 리비우를 폴란드에 할양하였다.
이 선은 제2차 세계 대전에서 지정학적 위치를 차지하였다. 이오시프 스탈린은 이 선을 폴란드-러시아 국경선으로 주장하였다. 테헤란 회담 이전까지 영국 정부는 폴란드의 동부 국경선이 커즌선에서 서쪽으로 이동하지 말아야 한다고 생각했으나, 쿠르스크 전투에서 소련이 이기면서 입장을 바꾸었다. 테헤란 회담에서 사적으로 제안되었고 얄타 회담에서 확정된 조약에 의하면 연합군 사령관 루즈벨트, 처칠, 스탈린은 커즌선을 기반으로 하여 5km~8km 정도의 변화를 주어서 폴란드와 소련의 국경선으로 정하기로 하였다. 처칠이 리비우를 포함한 동부 갈리시아를 폴란드의 영토에 포함하자고 제안하였을 때, 소련은 영국이 이전에 협의했던 영토 이하를 소련에 할양하는 것을 반대하였다. 따라서 연합군은 과거 독일 영토를 폴란드에 할양하였다. 그에 따라서 현재의 벨라루스, 우크라이나, 폴란드 국경선은 커즌선을 완전히 따르지 않는다.

## 역사
제1차 세계 대전 후반에, 연합군은 과거 러시아 제국, 오스트리아-헝가리 제국, 독일 제국의 영토에서 독립된 폴란드 국가가 탄생해야 한다고 주장하였다. 미국 제13대 대통령 우드로 윌슨은 "독립된 폴란드 국가는 폴란드인이 살고 있는 명확한 영토를 포함해야 하며, 바다로 자유롭고 안전하게 나갈 수 있어야 한다"고 주장하였다. 베르사유 조약 87조는 "현재 조약에서 정해지지 않은 폴란드 국경은 연합군과 그 동맹국에 의해서 정해져야 한다"고 주장하였다. 이 선언과 맞물려, 연합군 최고 위원회는 폴란드 위원회에서 폴란드의 동부 국경이 폴란드인, 리투아니아인, 우크라이나인, 벨라루스인이 같이 살고 있는 곳에 정해져야 한다고 결정하였다. 위원회에서는 4월 22일 추천안을 발표하였다. 제안한 폴란드-러시아 국경은 19세기 폴란드의 국경과 비슷하였다.
최고 위원회는 몇 달 동안 의견을 논의하였다. 12월 8일 위원회에서는 "다음 선 서쪽의 과거 러시아 제국에서 폴란드의 통치권"을 인정한다는 선언을 하였고, 이와 함께 지도와 선의 자세한 설명을 발표하였다. 같은 시기 위원회에서는 "폴란드의 향후 동부 국경을 결정하는 데 영향을 주지 않으며, 폴란드가 이 선 동쪽의 영토를 지배할 권리를 가질 수 있다"고 밝혔다. 이 선언은 즉시 효과를 얻지 못했으나, 연합군은 1919년 8월 폴란드에 선언을 채택할 것을 권유하였고, 폴란드에서는 거부하였다.
폴란드군은 동쪽으로 진격하여 1920년 5월 키예프 공세를 펼쳤다. 소련의 강력한 반격으로 인하여 폴란드 총리 브와디스와프 그라프스키(Władysław Grabski)는 7월에 연합군의 도움을 구했다. 강압에 의해서 폴란드는 1919년에 제안된 안을 거부하였으며, 현재 전선 부근에서 휴전에 동의하였다. 1920년 7월 11일 커즌은 볼셰비키 정부에 전보를 보내서 휴전을 요구하였으며, 그 때문에 커즌이라는 이름이 붙었다.
1920년 7월 커즌의 제안은 12월 19일 제안과는 두 가지가 다르다. 12월에 남긴 메모는 당시 오스트리아 제국에 있었던 갈리치아 지역을 언급하지 않았다. 또한 폴란드-리투아니아 국경은 포흐 선에 의하여 결정되었기 때문에 빌뉴스 지역을 둘러싼 폴란드-리투아니아 간 분쟁을 언급하지 않았다. 1920년 7월의 메모는 흐로드나부터 빌뉴스를 지나서 라트비아 다우가프필스로 이어지는 선을 언급하여 폴란드-리투아니아 분쟁을 언급하였다. 또한 초기 회의에 의하여 A안과 B안으로 나뉜 갈리치아 지방에 대한 언급이 추가되었다. 메모에서는 리비우와 근처 유전을 러시아에 할양하는 A안을 지지하였다. 커즌선의 이 부분은 당시 갈리치아 전투의 전황을 포함하지 않았고, 그라프스키의 안대로 7월 메모에 포함된 것 자체가 분쟁의 소지가 있었다.
7월 17일 소련은 이 메모를 거부하였으며, 영국이 러시아와 폴란드 간의 평화 조약을 방해한다고 하였다. 또한 폴란드 쪽이 먼저 시작하면 협상을 할 용의가 있다고 밝혔다. 소련은 당시 커즌선에서 제안한 것보다 폴란드에 더 유리한 안을 들고 나왔다. 8월에 소련은 바르샤바 근처에서 폴란드에 져서 회군해야 했다. 폴란드의 공세 속에서, 폴란드 정부는 그라프스키의 안을 거부하면서 연합군이 지지하지도 보호하지도 않는다고 하였다. 1921년 3월 리가 조약에서 소련은 커즌선보다 동쪽의 영토를 할양하여 폴란드에 빌뉴스를 포함한 빌나 정부(1920/1922년), 리비우를 포함한 동갈리치아(1919년), 볼히니아 지역 대부분(1921년)을 할양하였다. 폴란드는 그 결과로 약 135,000 km2의 영토를 얻었고, 폴란드 동부 국경은 평균적으로 커즌선에서 250km 동쪽으로 확장되었다. 폴란드-소련 국경은 1923년 국제 연맹에서 확정되었다. 폴란드가 새로 획득한 영토에는 새 주가 설치되었다.
폴란드 영토 확장에 대한 우려가 커지면서, 폴란드 정치인들은 과거 서부로 확장하자는 파와 과거 동부로 확장하자는 파로 나뉘었다. 20세기의 첫 사분기 동안 폴란드가 서쪽으로 나아가야 한다는 안을 주장한 대표적인 정치인은 로만 드모프스키이다. 그는 범슬라브주의를 제창하였으며, 일부 출판물을 통해 폴란드의 동부 국경은 인종 분포로 결정하고 서부에 있는 러시아보다 더 큰 적인 독일에 맞서자고 주장하였다. 동쪽으로 나아가야 한다는 안을 주장한 정치인은 리투아니아에서 태어난 사회주의자 유제프 피우수트스키이며, 과거 폴란드-리투아니아 연방이 차지했던 영토를 수복하자고 하였다. 당시 리투아니아 지역은 1795년 제3차 폴란드 분할 당시 러시아 제국의 일부로 합쳐졌다.
러시아 제국이 러시아 혁명 이후 붕괴했으며 소련군이 제1차 세계 대전 동안 독일 제국군에 맞서 싸우는 동안 힘을 잃었기 때문에 브레스트-리토프스크 조약에서 피우수트스키는 기회를 잡아 군을 동쪽으로 집중시키고 폴란드-소련 전쟁에 참가하여 자신의 야망을 이루었다.

## 제2차 세계 대전
1939년 8월 몰로토프-리벤트로프 조약은 산강, 비스와강, 나레프강을 따라 폴란드를 분할하기로 하였다. 이 안은 커즌선의 한참 안쪽에 있었으며, 소련에 루블린 및 바르샤바 인근 영토까지 할양하였다. 그해 10월 6일 본토에서 항전하던 마지막 폴란드군이 항복하면서 소련은 커즌선 동부 및 비아위스토크와 동부 갈리치아 지방을 합병하였다. 이 선 동쪽에 있는 영토는 폴란드인 및 유대인을 소련의 동부로 강제 이주시키고, 여러 차례의 주민 투표로 벨라루스와 우크라이나에 강제 합병시켰다. 1941년 7월 바르바로사 작전으로 나치 독일이 점령하였다. 독일 점령 동안 대부분 유대인들은 추방되거나 독일인에 의하여 살해되었다.
1944년 소련군은 동부 폴란드를 독일에서 다시 획득하였다. 소련 정부는 소련과 폴란드의 국경을 합의 없이 설정하였고, 이 설정은 커즌선과 거의 일치하였다. 런던에 있었던 폴란드 망명 정부는 이 안을 반대하였고, 테헤란 회담과 얄타 회담에서 서방 연합군은 스탈린에게 특히 리비우를 포함하여 이 안을 다시 생각해 보라고 하였으나, 스탈린이 거부하였다. 스탈린은 "러시아 사람들에게 내가 커즌 경만큼 러시아인이 아니라고 이야기해야 한다는 것인가?"라고 질문하였다. 변경된 커즌선은 폴란드의 새 동부 국경이 되었고 1945년 7월 서방 연합군이 인정하였다.
소련이 1991년 해체되면서 커즌선은 폴란드의 동부 국경이 되었다.

## 인구 구성

### 커즌선 동부

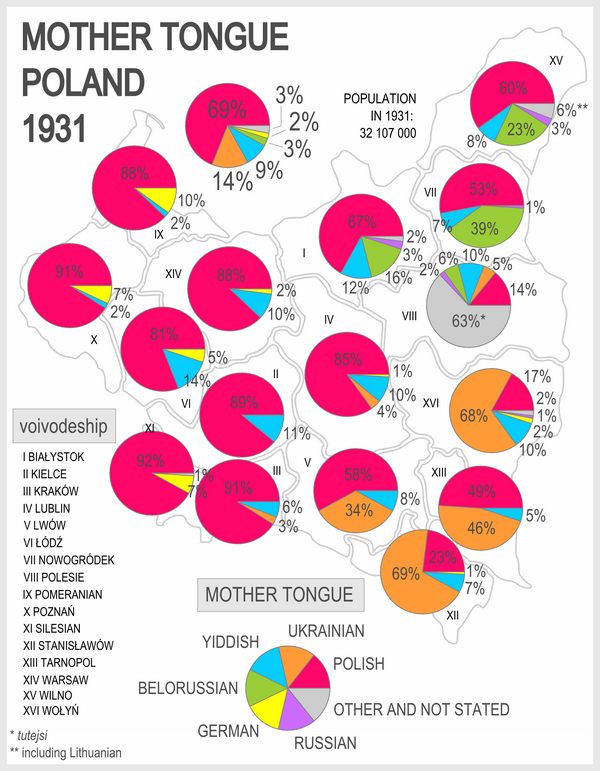
1931년 인구 조사에 의한 폴란드의 모국어 화자 분포

이 지역의 인구 구성은 세계 대전 사이의 시기 및 2차 대전 이후에도 측정하기 힘들었다. 1944년 타임 지에 실린 글에 의하면 커즌선 동부에 220~250만명의 폴란드인이 살고 있다고 예상하였다. 다른 역사학자 역시 비슷한 주장을 하였다. 다른 역사학자의 예상에 의하면, 1939년 커즌선 동부 및 리가 조약으로 획득한 영토는 총 1200만 명이며, 이는 우크라이나인 500만명, 폴란드인 350~400만명, 벨라루스인 150만명, 유대인 130만명이 살고 있다고 하였다.
제2차 세계 대전 동안 정치인들은 인구 이동에 영향을 줄 수 있는 여러 예상을 하였다. 처칠은 커즌선 동부에 폴란드인 300~400만명이 살고 있다고 예상하였다. 당시 폴란드 망명 정부의 총리인 스타니스와프 미코와이치크는 500만명으로 예상하였다.
최대 인종은 우크라이나인과 폴란드인이었으며, 남부를 포함하면 우크라이나인과 벨라루스인이 폴란드인보다 수가 많았다. 루신인 및 벨라루스인을 포함한 기타 동슬라브계 인종들은 폴란드인으로 집계되기도 했다. 폴란드 재정착 정책에 의하여, 도시 지역 인구는 대부분 폴란드인이거나 폴란드계 유대인이었으며, 농촉 지역 인구는 우크라이나인이나 벨라루스인이었다. 이 때문에 농촌은 우크라이나나 벨라루스의 색채를 띄었고 도시는 폴란드 색채를 띄었다.
20세기 초반 우크라이나인과 벨라루스인은 농촌 지역에서 다수, 빌뉴스나 리비우 등 도시 지역에서는 폴란드인이 다수를 차지하였다. 1939년-1941년 사이의 폴란드인 및 유대인 강제 이주와 홀로코스트에 의하여 이 지역의 폴란드인 인구는 많이 줄었다. 빌뉴스, 리비우, 흐로드나 및 몇몇 작은 도시는 여전히 폴란드계가 다수였다. 1945년 이후 커즌선 동부에 살고 있던 폴란드인들은 귀화하거나 이민하는 둘 중 하나만을 선택할 수 있었다. 최근 자료에 의하면 커즌선 동부에 살고 있던 폴란드인 300만명 중 210만명~220만명은 죽었거나, 이민가거나, 새로 병합된 폴란드 영토로 추방당했다. 현재 이 영토는 북부에는 벨라루스, 남부에는 우크라이나인이 다수이다. 이민과 추방 이후에도 2000년 벨라루스에는 50만명(인구의 5%)의 폴란드계가 거주하고 있다. 현재에도 빌뉴스, 흐로드나 등지에는 폴란드계 인구가 많이 거주하고 있다.

### 커즌선 서부
커즌선 서부에는 폴란드인이 지역 중심에서 대다수를 차지하고 있었다. 벨라루스계 농촌 인구는 현재 폴란드의 비아위스토크 주변에 살고 있었다. 우크라이나계 인구는 체움 주변에 살고 있었다. 남쪽 끝에는 우크라이나계 농촌 인구가 많았다. 많은 우크라이나계 주민들은 2차 대전 이후 비스툴라 작전에 의해 폴란드가 새로 획득한 독일 영토로 강제 이주당했다.

## 같이 보기
- 오데르-나이세선
- 몰로토프선
- 크레시

## 참고
- Borsody, Stephen. 1993. The New Central Europe. New York: Boulder, 10장: "Europe's Coming Partition". ISBN 0-88033-263-8
- Nabrdalik, Bart. April 2006. Hidden Europe-Bieszczady, Poland. Escape from America Magazine. Vol. 8, Issue 3
- (폴란드어) Rogowska, Anna. Stępień, Stanisław. 세기 후반부의 폴란드-우크라이나 국경
- Wróbel, Piotr. 2000. 악마의 놀이터: 제2차 세계 대전 당시 폴란드 보관됨 2018-07-02 - 웨이백 머신
- Byrnes, James F. 솔직히 말하기. New York: Harper and Brothers Publishers, 1947, pp. 25–32. 보관됨 2011-06-07 - 웨이백 머신 얄타 회담에서의 제임스 비르네스의 회고록
- Churchill, Winston S. 고리 닫기. 2nd ed. Tome 5. London: The Reprint Society Ltd, 1954, pp. 283–285; 314-317. 보관됨 2011-06-07 - 웨이백 머신 윈스턴 처칠의 회고록
- Churchill, Winston S. 승리와 슬픔. 2nd ed. Tome 6. London: The Reprint Society Ltd, 1956, pp. 288–292. 보관됨 2011-06-07 - 웨이백 머신 얄타 회담에서의 윈스턴 처칠의 회고록
- Cromea Conference, in Parliamentary Debates. 1944-45, No. 408; fifth series, pp. 1274–1284. 보관됨 2011-06-07 - 웨이백 머신 얄타 회담 성과를 설명하는 영국 의회에서의 윈스턴 처칠의 연설